# 张世军 (1920年)
张世军（1920年—1991年6月2日），男，奉天（今辽宁）沈阳人，中华人民共和国政治人物，曾任黑龙江省革命委员会副主任，中华人民共和国林业部副部长，第三届全国人大代表。